# 骨炭
骨炭（こつたん）とは、動物の骨を800℃以上の温度で蒸し焼きにして、完全に有機物を炭化させて作った多孔質の黒い粒状の炭である。成分は、原料などによって異なるが、主にリン酸三カルシウム（またはヒドロキシアパタイト）57 - 80%、炭酸カルシウム6 - 10%、活性炭7 - 10%からなる。用途としては、主にろ過や脱色に利用されている。

## 用途

### 水道浄水
骨炭に含まれるリン酸三カルシウムは、水道水中のフッ素や金属イオンを取り除くのに利用される。骨炭は知られる限り最古の水道フッ素除去剤であり、1940年代から1960年代を通して広く米国で使用された。安く手軽に製造できることから、タンザニアの様な発展途上国でも利用されている。
通常、骨炭は活性炭より表面積が少ないが、特に第12族元素（カドミウム、亜鉛）や銅などの特定金属などに対して、高い吸着力を持っている。その他のヒ素や鉛のような高い毒性を持つ金属イオンにも有効である。

### 砂糖の脱色
白色の砂糖を精製する時に、脱色脱灰剤として利用される。それ自体の脱色能力は低いため大量に使用する必要がある。また、硫酸塩やマグネシウムイオンやカルシウムイオンなどの様々な無機不純物も除去する。これらの除去は、製糖後の糖の純度が上がるので有益である。
動物性骨炭の利用を避ける菜食主義者もいる為、活性炭やイオン交換膜の利用もされている。

### 黒色顔料
さまざまな芸術用の顔料に利用されている。約3万年BPのものとされるフランス南部にあるショーヴェ洞窟の洞窟壁画を描くのにも使われた。ボーンブラック、アイボリーブラックとも呼ばれ、芸術家のレンブラントやディエゴ・ベラスケスだけではなく、近代のマネやパブロ・ピカソも使用した。

### 肥料
砂糖の脱色に使用した後の骨炭はリン酸肥料として利用される。肥料取締法において、農林水産大臣の指定する「特殊肥料」であり、骨炭肥料の生産者や輸入業者は法律に定める手続きと表示規則等の順守が求められる。「肥料取締法に基づく特殊肥料」として、骨炭粉末は「牛由来の原料を原料とする場合にあつては管理措置が行われたものに限り、かつ、牛の部位を原料とするものについては脊柱等が混合しないものとして農林水産大臣の確認を受けた工程において製造されたものに限る。」とされている。

### その他、ニッチな利用
- 石油からワセリンを製造するときに使用される。
- 18世紀 - 19世紀頃の兵士が、黒い皮革製品の寿命を延ばすため、ワックスなどに混ぜて利用した。民間でも革靴の手入れに応用された。
- 2020年打ち上げられた太陽観測探査機「ソーラー・オービター」の遮熱板に使用された[12]。